# La prima volta (film 1985)
La prima volta (Smooth Talk) è un film del 1985 diretto da Joyce Chopra.